# Plataniás
Plataniás ou Platanias (em grego: Πλατανιάς) é uma aldeia, município e unidade municipal da parte ocidental da ilha de Creta, Grécia, na unidade regional de Chania. Não obstante o nome, a capital do município é a aldeia de Gerani, situada 3 km a oeste da aldeia de Plataniás.
É uma estância turística de praia popular internacionalmente, a mais importante da unidade regional de Chania. Apesar disso, Ano Plataniás ("Plataniás de Cima"), a parte mais antiga, preserva o seu ar de aldeia tradicional cretense.

## Descrição
O município tem 495,4 km² de área e em 2011 tinha 16 874 habitantes (densidade: 34,1 hab./km²). No mesmo ano, a unidade municipal de Plataniás tinha 5 275 habitantes e a comuna 979. O município atual foi criado pela reforma administrativa de 2011, que fundiu os antigos municípios de Colimbári, Mousouroi, Plataniás e Voucoliés, os quais passaram a ser unidades municipais do novo município de Plataniás.
A aldeia situa-se à beira do mar de Creta (a parte meridional do mar Egeu), 11 km a oeste do centro de Chania e 27 km a leste de Císsamos. Ao largo do nordeste de Plataniás, em frente a Agia Marina, encontram-se os ilhéus de Ágioi Theódoroi (ou Thodorou). A península de Rodópu constitui extremidade noroeste do município, e separa as baías de Císsamos (em grego: Kόλπος Κισσάμου; Cólpos Kissámou), a oeste, e de Chania (Κόλπος Χανίων; Kolpos Chanion), a leste.
| Municípios limítrofes de Plataniás |                 |              |
| Mar de Creta                       | Mar de Creta    | Mar de Creta |
| Císsamos                           |                 | Chania       |
| Cántanos-Sélino                    | Cántanos-Sélino | Sfakiá       |

A aldeia encontra-se na foz do rio Plataniás (ou Keritis), chamado Iardanos no tempo de Homero. O nome Plataniás é devido ao facto de nas margens do rio crescerem outrora numerosos plátanos (platania em grego). Está dividida em duas partes distintas: Ano Plataniás, a antiga aldeia, situa-se na parte superior de uma colina; e Cato Plataniás (Plataniás de Baixo), a estância turística moderna, situada à beira-mar, que surgiu com o desenvolvimento turístico a partir das últimas décadas do século XX.
Toda a faixa costeira que vai de Máleme, situada um par de quilómetros a oeste, até pelo menos Cato Stalós, senão mesmo Chania, a leste, é uma extensa e concorrida estância de praia, com centenas de hotéis, restaurantes, bares e discotecas, orientada sobretudo para pacotes de férias e muito popular entre os jovens que procuram Creta pelas suas prais e, tanto ou mais ainda, pela sua animada vida noturna. As partes mais concorridas, pelo menos à noite, concentram-se em Plataniás e, em menor escala, em Agia Marina.
Outrora, antes da chegada do turismo se desenvolver, a região vivia da agricultura e da pecuária. Apesar de atualmente a principal atividade económica ser esmagadoramente o turismo, Plataniás ainda é famosa pelos seus produtos agrícolas, nomeadamente citrinos e azeite.
Do cimo de Ano Plataniás, a que os locais chamam Acrópole, as vistas são deslumbrantes, o que é descrito numa popular mantinada cretense:
| “ | No cimo de Plataniás construirei o meu ninho tão livre Meu coração abrir-se-à ainda mais quando contemplo o mar | ” |

## História e mitologia
Há pelo menos duas menções a Plataniás na mitologia grega. Quando a deusa Atena visitou Creta, só bebia água de uma nascente em Ano Plataniás. Na sua viagem de volta a casa depois da Guerra de Troia, o rei  Agamemnon fundou a cidade de Pergamos na foz do rio Iardanos.

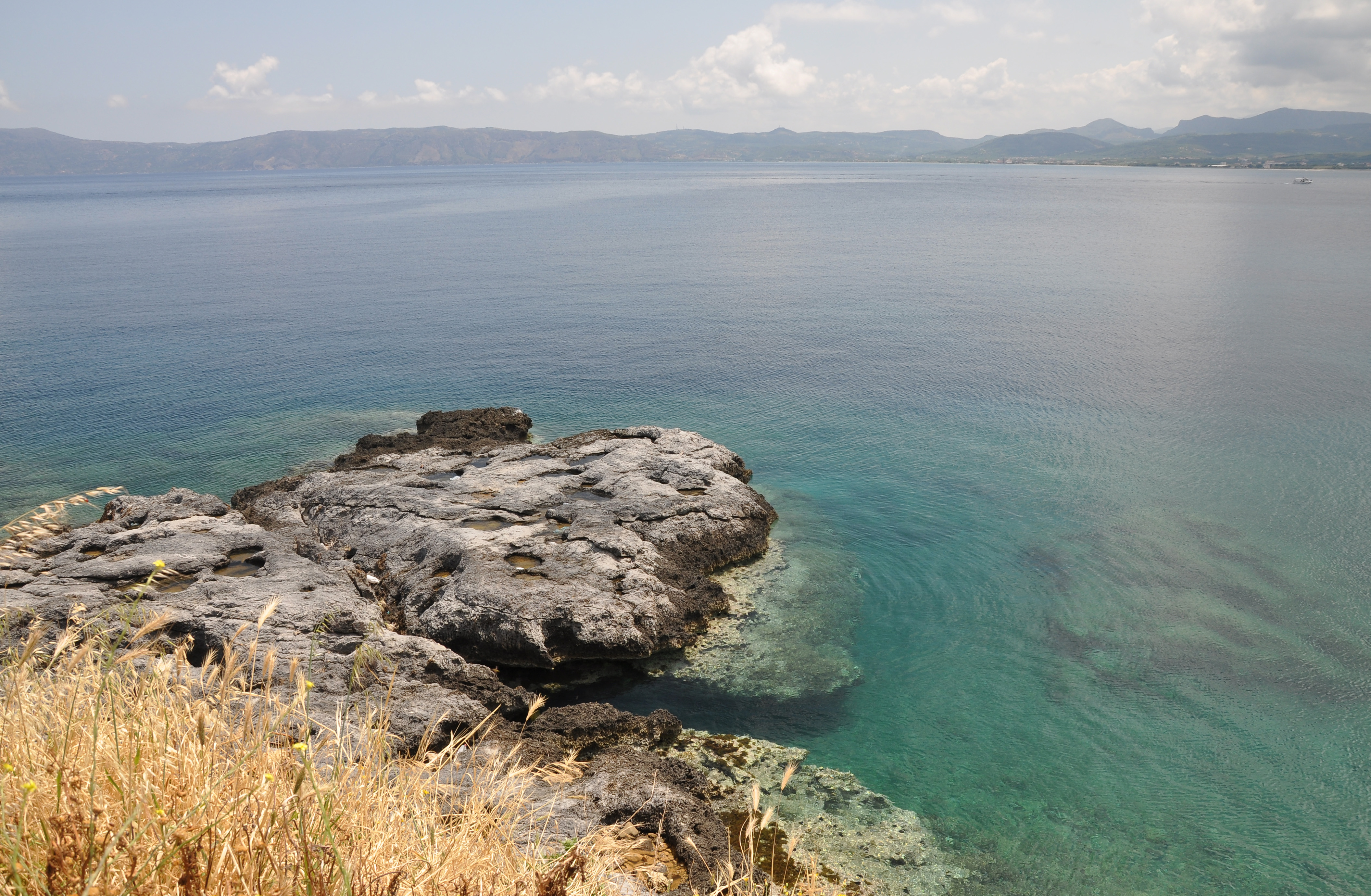
Vista do e da

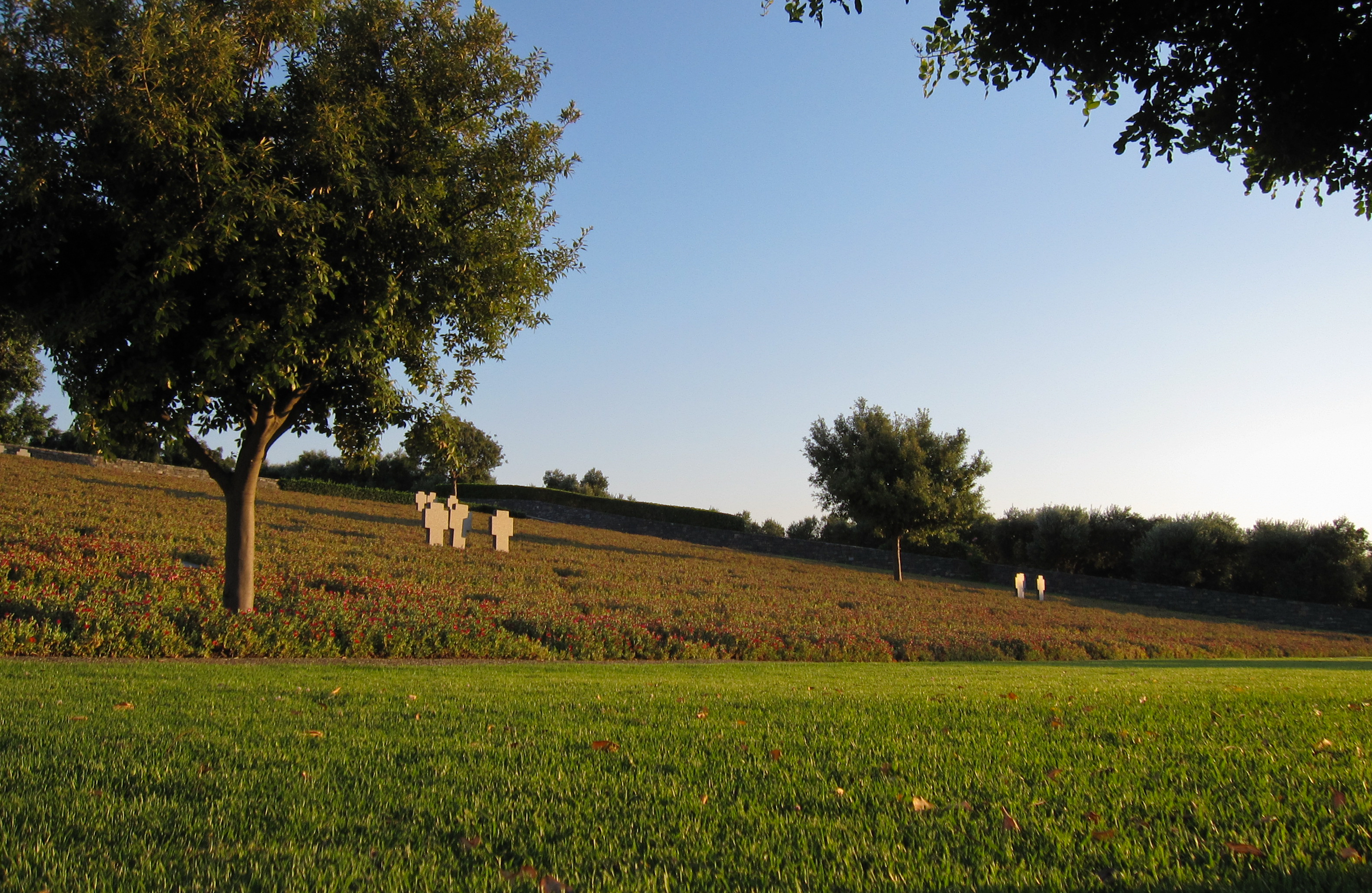
Cemitério militar alemão de Máleme

Os achados arqueológicos em escavações em aldeias vizinhas permitem concluir que a história de Plataniás remonta ao período Minoano Antigo (3100–2200 a.C.  x). Foram descobertos objetos funerários e de culto em Modi e Vrissés e há vestígios de villas rurais e túmulos tolos que testemunham a ocupação humana e desenvolvimento da região entre os século XIII e IV a.C. Durante o período minoico, o ilhéu de Thodorou foi um "asilo sagrado".
A partir do século VII d.C., os assaltos de piratas tornaram perigosa a vida nas costas cretenses, pelo que as populações preferiam viver no interior, longe do mar, em locais altos com boas vistas, de onde podiam vigiar a chegada de navios inimigos. Esta terá sido a principal razão para Ano Plataniás ter sido construída na colina da Acrópole. Como o resto da ilha, Plataniás esteve sob o domínio árabe durante o Emirado de Creta a partir da década de 820, só voltando a pertencer ao Império Bizantino em 961.
O período de domínio veneziano que se seguiu à conquista de Constantinopla pelos cruzados em 1204 deixou marcas indeléveis da sua influência na área. Plataniás é mencionada em documentos venezianos com os nomes de Plataneas or Pyrgos Platanea e descrita como uma aldeia em forma de ferradura na colina onde é atualmente Ano Plataniás.
Em 1645 Creta foi conquistada pelo Império Otomano. Durante a batalha pela fortaleza do ilhéu de Thodorou morreram alguns habitantes da aldeia; os 70 defensores preferiram morrer explodindo a fortaleza do que renderem-se às tropas turcas. Em Ano Plataniás ainda há alguns edifícios dos últimos anos da ocupação otomana. Há também um posto de vigia turco escavado na rocha. Os otomanos chegaram a instalar um grande canhão escondido numa caverna da encosta da colina para defender a área de ataques inimigos. Há um relato da visita de um viajante a Plataniás em 1881: «[...] o doutor e arqueólogo Iosif Hatzidakis demorou duas horas a percorre os 11 km de Chania a Plataniás. Depois de descansar num kafeneion (café) construído à sombra de um grande plátano perto do rio, subiu à Acrópole de Plataniás, ou noutras palavras à aldeia no monte. A aldeia consistia em 150 casas e 70 crianças frequentavam a escola local.»
Uma das fases mais sangrentas da batalha de Creta, que terminou com a conquista da ilha pelos alemães durante a Segunda Guerra Mundial, em maio de 1941, foi a tomada da vizinha base aérea de Máleme.